# Пакаша
Пакаша — река в России, протекает в Дальнеконстантиновском районе Нижегородской области. Устье реки находится в 177 км по правому берегу реки Серёжа. Длина реки составляет 12 км.
Исток реки у деревни Макраша в 12 км к югу от Дальнего Константинова. Река течёт на юго-восток, протекает деревню Малое Терюшево и село Маргуша. Ниже села впадает в Серёжу.

## Данные водного реестра
По данным государственного водного реестра России относится к Окскому бассейновому округу, водохозяйственный участок реки — Тёша от истока и до устья, речной подбассейн реки — Бассейны притоков Оки от Мокши до впадения в Волгу. Речной бассейн реки — Ока.
По данным геоинформационной системы водохозяйственного районирования территории РФ, подготовленной Федеральным агентством водных ресурсов:
- Код водного объекта в государственном водном реестре — 09010300212110000030717
- Код по гидрологической изученности (ГИ) — 110003071
- Код бассейна — 09.01.03.002
- Номер тома по ГИ — 10
- Выпуск по ГИ — 0